# Rocket League Sideswipe
Rocket League Sideswipe es un videojuego móvil gratuito que combina fútbol con vehículos publicado por Psyonix. Sirve como un spin-off de Rocket League, pero con gráficos en 2D. Se lanzó una versión alfa del juego en Oceanía en marzo de 2021 antes de que el juego se lanzara a nivel mundial a finales de noviembre del mismo año.

## Jugabilidad
Sideswipe normalmente tiene la misma jugabilidad que su versión de consola, en el que los jugadores deben controlar sus coches para golpear la pelota hacia la portería del oponente y marcar goles. Si ambos equipos están empatados al finalizar el tiempo de partido, el juego entrará en una fase de muerte súbita en la que el primer equipo que marque un gol gana. El juego tiene múltiples modos de juego para un jugador y multijugador, incluidos modos de juego basados en deportes distintos al fútbol, como baloncesto y voleibol.
El juego tiene listas de partidos casuales y competitivas (conocidas como clasificatorias) en las que los jugadores reciben un rango durante la temporada competitiva del juego. Los jugadores suben de clasificación en una subdivisión si ganan y bajan de clasificación en una subdivisión si pierden. Los rangos, de mayor a menor, son Gran Campeón, Campeón, Diamante, Platino, Oro, Plata, Bronce y Sin clasificar, que es cuando el jugador nunca ha jugado previamente. Al final de la temporada (que normalmente dura 55 días), los jugadores recibirán recompensas en función de si ganaron o no una partida en su rango máximo.

## Desarrollo
En una entrevista con Pocket Gamer, los empleados de Psyonix, Bethany Leuenberger y Robert Garza, explicaron los orígenes y el desarrollo del juego, en el que este último dice que el fundador de Psyonix, Dave Hagewood, se dio cuenta de que había un "mercado para un juego de fútbol de coches para dispositivos móviles", lo que generó la idea de Rocket League Sideswipe. El desarrollo comenzó en abril de 2018 con un equipo "muy pequeño" trabajando en el juego. Se lanzaron tres pruebas de juego, la tercera de las cuales involucró a un empleado de Psyonix que, según se afirmó, era muy bueno en el juego principal. Se dijo que tanto Leuenberger como Garza estaban "extremadamente" e "increíblemente" felices con el lanzamiento del juego. Se ha informado que el juego obtuvo 20 millones de descargas en los primeros cuarenta días de su lanzamiento mundial.

## Recepción
El juego recibió críticas "generalmente favorables" del agregador Metacritic.
Destructoid,  le dio un 9/10 y GameSpot,  un 9/10 que este último sitio caracteriza como "excelente". PCMag le dio al juego un 4.0 sobre 5 para iOS, afirmando que los controles táctiles pueden ser "ocasionalmente frustrantes" y describiendo el sistema de progresión como "molesto".
Shawn Walton de Pocket Gamer calificó el juego con 5 de 5 estrellas y afirmó que "para un juego que puede ser tan rápido y frenético como Rocket League, es una hazaña increíblemente impresionante por parte de los desarrolladores". Giovanni Colantonio de Digital Trends declaró que Sideswipe es "un juego perfecto para los días de descanso".Joel Garrido de Vandal le dio al juego un 8.4 sobre 10 y añadió que "aunque parezca una simplificación de la fórmula, Rocket League: Sideswipe sigue siendo muy profundo".